# Replay Dance Mania Svenska Hits Vol 2
Replay Dance Mania Svenska Hits Vol 2 gavs ut under 2004 av Bonnier Music Sweden. Det är en dubbel samlingsskiva med dance-versioner av klassiska svenska låtar. 

## Låtlista

### CD1
1. Sånt är livet - Anna-Klara
2. Hej hej Monika - DJ Momma Featuring Hachin
3. Kom och ta mig - Vasco & Millboy Featuring TT
4. Växeln hallå - DJ Virtuos Featuring Vasco & Millboy
5. Vi är på gång - A-Men
6. Kung för en dag (Kung i baren) - Craft Featuring Zed
7. Det är över nu - Vasco & Millboy Featuring Emilia
8. Varje gång jag ser dig - Synthpojkarna Featuring Lola
9. Vacker utan spackel - DJ Momma Featuring Hachin
10. Här kommer alla känslorna på en och samma gång - A. Melin Featuring Frida With The Party Possey
11. Tusen och en natt - Bass Gainer Featuring Sara With MC Pink Pig
12. I natt är jag din - Digital Hardcore Recordings Featuring B. Druge
13. Öppna din dörr - Déjà Vue Featuring Ben Blue
14. Vandraren - Fluxx
15. Håll om mig - Synthpojkarna Featuring Lola
16. Dina färger var blå - Blue System

### CD2
1. Låt julen förkunna (Frid på vår jord) - Anna-Klara
2. Tänd ett ljus - Johan Storm
3. Mer jul - Tranzeblasters Featuring Sweet Domino
4. Bjällerklang - Sandra Bianco
5. Ser du stjärnan i det blå - Maddox
6. Det är inte snön som faller - DJ Momma Featuring Hachin